# 姚克 (1950年)
姚克（1950年9月—），男，汉族，浙江永康人，中华人民共和国眼科医生，浙江大学医学院附属第二医院教授、主任医师。中国农工民主党党员。曾任农工党中央常委、浙江省委主委、浙江省政协副主席、浙江省科协第九与第十届主席（2013年6月-？）。

## 生平
2008年，当选第十一届全国政协委员，代表中国农工民主党，分入第十组。
2017年3月，辞去浙江省政协副主席职务。